# Carl Johann I. Elbers
Carl Johann Elbers (zur Unterscheidung von seinem gleichnamigen Sohn und Enkel als I. bezeichnet) (* 30. Juli 1768 in Hagen; † 5. August 1845 ebenda) war ein deutscher Unternehmer und Politiker.
Elbers war Unternehmer und Betreiber der Elberschen Hammerwerke in der Öge bei Hagen. Einer seiner Söhne betrieb das Unternehmen weiter, ein anderer Sohn, Carl Johann II. Elbers (1795–1853), erwarb 1822 einen Färberbetrieb und entwickelte diesen zur Textilfabrik Elbers. Elbers war 1843 für den Stand der Städte im Wahlbezirk Mark für die Städte Hagen, Altena und Schwelm Abgeordneter im Provinziallandtag der Provinz Westfalen.